# 芭萨提的颜色
《芭萨提的颜色》（英語：Rang De Basanti，又名《青春無敵》）是2006年上映的一部印度电影，由阿米尔·汗和彭雅思主演。

## 剧情
镇压过印度革命者的英国警官被革命者视死如归的气概所感动，留下了一本记录当时情况的日记。多年后，他的孙女苏（彭雅思饰）阅读日记后深受感动，凭着一腔热血辞掉电影公司的工作，来到印度拍摄这部记录那段历史的影片。苏到德里大学的学生中选角。一群充满朝气却和芸芸大众一样对印度这个贪腐横行的国家心如死灰的年轻人进入她的视野。拍摄刚开始时，参加拍摄的学生，对于当年那些为国捐躯的革命者的行为根本无法理解，致使迟迟不能进入拍摄状态。灾祸横至，印度国防部长的腐败导致这群学生的朋友飞行员阿杰（马德哈万饰）遭遇了空难。阿杰为了防止平民受伤而献出了自己的生命，却因为政府高层的转嫁责任而在死后名誉受损，元凶却逍遥法外。学生们恍然感觉到，自己体内的热血开始为枉死的朋友沸腾。5个学生决定刺杀国防部长，为他们的朋友报仇。最后，他们在军警的反击下壮烈牺牲。

## 外部連結
- 互联网电影数据库（IMDb）上《芭薩提的顏色》的资料（英文）